# Mihály András (zeneszerző)
Mihály András (eredeti neve Mauthner András) (Budapest, 1917. november 6. – Budapest, 1993. szeptember 19.) Kossuth-, Liszt Ferenc- és négyszeres Erkel Ferenc-díjas zeneszerző, karmester, gordonkaművész, főiskolai és egyetemi tanár, tanszakvezető; kórusvezető, az Operaház főtitkára, majd igazgatója, a Budapesti Kamaraegyüttes megalapítója és vezetője, érdemes és kiváló művész.

## Pályája
Tanulmányait 1934-től 1938-ig a Zeneakadémián Schiffer Adolf (gordonka), valamint Waldbauer Imre és Weiner Leó (kamarazene) tanítványaként végezte. Magánúton Kadosa Pálnál és Strasser Istvánnál tanult zeneszerzést. 1941-től 1946-ig munkáskórusok vezetésével foglalkozott, mialatt saját vonósnégyesével Berg, Schönberg, Hindemith és Bartók műveinek szerzett elismertséget. 1944-ben letartóztatták és deportálták, egy évig a buchenwaldi koncentrációs táborban raboskodott, majd a Magyar Állami Operaház szólógordonkása, egy éven át főtitkára volt. 1949-től a Zeneakadémia kamarazene tanára, később (1950–1992) tanszékvezetője volt. Tanítványai közé tartoztak a Bartók vonósnégyes, az Éder- és a Takács-Nagy Kvartett tagjai is. 1968-ban megalakította a Budapest Kamaraegyüttest, amelynek célja a kortárs zene népszerűsítése volt. 1962-től 1978-ig a Magyar Rádió zenei lektora, 1978–1987 között az Operaház igazgatója volt. Karmesterként szinte a teljes operairodalmat végigdirigálta.

## Családja
Szülei Mauthner Dezső ügyvéd (1877–1931) és Gross Erzsébet (1890–1944), akik 1912. november 14-én kötöttek házasságot Budapesten. Első felesége Tattler Ágnes, akitől született fia, Mihály Tamás Kossuth-díjas zenész, az Omega együttes tagja. Második felesége Pfeifer A. Klára, akitől született fia, Mihály György, filmforgalmazó, filmproducer, az InterCom egyik alapítója, kommunikációs szakember. Harmadik felesége Varga Csilla, zongoraművész, akitől születtek lányai, Mihály Eszter és Mihály Andrea.

## Díjai, elismerései
- Erkel Ferenc-díj (1952, 1954, 1964, 1967)
- Kossuth-díj (1955)
- Érdemes művész (1969)
- Liszt Ferenc-díj (1972)
- Kiváló művész (1974)

## Elméleti művei
- A zenekultúra alapvető kérdései; Szikra, Budapest, 1947 (Szemináriumi füzetek. Kultúrvezetők számára)